# Shymkent
Shymkent (tiếng Kazakh: Шымкент) là thủ phủ của tỉnh Nam Kazakhstan, vùng đông dân của Kazakhstan. Đây là thành phố đông dân thứ ba của Kazakhstan, sau Almaty và Astana với dân số 561.200 người vào thời điểm ngày 1 tháng 7 năm 2008) ,}} là một trong những vùng đô thị lớn nhất Kazakhstan. Thành phố này là một giao lộ trên tuyến đường sắt Turkestan-Siberia và có một sân bay quốc tế. Thành phố này nằm các Almaty 690 km về phía tây và cách Tashkent thuộc Uzbekistan120 km về phía bắc.

## Dân số
- Người Kazakh 55,7%
- Người Nga 15,7%
- Người Uzbek 15%
- Người Tatar 2,7%
- Khác 8,2% (Người Azerbaijan, người Ukraina, người Triều Tiên) [2]

## Kinh tế
Trước đây chủ yếu dựa vào khai khoáng chì, thành phố này đã phát triển và chuyển qua ngành tinh luyện kẽm, dệt, thực phẩm, dược pâhrm và lọc hóa dầu.

## Thành phố kết nghĩa
- Stevenage, Anh quốc
- Izmir, Thổ Nhĩ Kỳ
- Mogilev, Belarus
- Grosseto, Italia
- Pattaya, Thái Lan
- Khojent, Tajikistan